# Rusava
Rusava, bis 1924 Rotálovice (deutsch Rottalowitz) ist eine Gemeinde in Tschechien. Sie liegt sechs Kilometer südlich von Bystřice pod Hostýnem und gehört zum Okres Kroměříž.

## Geographie
Die von Wäldern umschlossene Streusiedlung erstreckt sich in den Hosteiner Bergen auf dem Gebiet des Naturparks Hostýnské vrchy im oberen Tal der Rusava sowie dem Tal ihres Zuflusses Ráztoka. Nördlich erheben sich der Nad Pasekami (588 m), die Bukovina (657 m) und der Hostýn (734 m), im Nordosten der Skalný (708 m) und Obřany (704 m), östlich die Kyčera (757 m), Bečka (705 m), Na Šarmance (725 m), Pardus (672 m) und Kotár (556 m), im Südosten der Kuželek (638 m), südlich der Ondřejovsko (632 m), die Hrubá Malíková (564 m) und der Chochol (578 m), im Südwesten der Javorčí (630 m) und die Poschlá (629 m) sowie westlich der Barvínek (571 m).
Nachbarorte sind Slavkov pod Hostýnem, Vinohrádek, Chvalčov und Hostýn im Norden, Na Pasekách, Na Valaškách und U Šimečků im Nordosten, Za Vrchy und Hošťálková im Osten, Jestřábí, Držková und Vlčková im Südosten, Ráztoka, Lukov, Vítová, Horní Ves und Lukoveček im Süden, Hadovna, Horní Lapač, Přílepy, Lysina und Žopy im Südwesten, Dobrotice und Jankovice im Westen sowie Hranečník, Chomýž und Brusné im Nordwesten.

## Geschichte
Das zum Gau der slawischen Burgstätte Hostýn gehörige obere Rusavatal in den Hosteiner Bergen war bereits während des Frühmittelalters besiedelt. Die Ansiedlungen erloschen jedoch wieder. Die erste schriftliche Erwähnung der wüsten Dörfer Gencze (Jenče), Gestrzebie (Jestřebí), Antiqualhota (Stará Lhota) und Wysokalhota (Vysoká Lhota) erfolgte 1372 in einer Bestimmung des Markgrafen Johann Heinrich über die Güter der Burg Obřany. Diese lagen mit Ausnahme der heute zu Chvalčov gehörigen Wüstung Jenče bzw. Janče auf den Fluren der heutigen Gemeinde Rusava. Die Wüstungen Lhota Wysoka und Lhota Stara wurden 1466 nochmals im Zusammenhang mit der wüsten Burg Křídlo erwähnt.
Zu Beginn des 16. Jahrhunderts legten walachische Hirten einzelne Salaschen in dem vom Wald längst wiedereroberten Tal an. Während des Dreißigjährigen Krieges diente das Tal als Zufluchtsort walachischer Protestanten vor den kaiserlichen Truppen.
Die Gründung des heutigen Ortes erfolgte in einer am 23. April 1657 auf Schloss Holešov ausgestellten Urkunde durch den mährischen Landeshauptmann Johann Anton von Rottal. Die ersten Bewohner der Rottalowice genannten Ansiedlung wurden auf sechs Jahre von jeglichen Fronleistungen und Abgaben befreit. Nach Ablauf dieser Frist wurden von jedem Anwesen eine jährliche Abgabe von vier Gulden und 30 Kreuzern an die Herrschaft Bystřice pod Hostýnem sowie während der Erntezeit ein dreitägiger Robot auf dem Hof Holešov fällig. Später zog die Herrschaft die Gründungsurkunde ein und versuchte vergeblich die Abgaben und recht geringen Frondiensten zu erhöhen. Anhand der Namen der Siedler lässt sich jedoch darauf schließen, dass die meisten von ihnen nicht freiwillig nach Rottalowice kamen, sondern ehemals aufständische Walachen aus Rottals Herrschaften Vsetín, Vizovice und Lukov waren, die zwangsumgesiedelt wurden. Im Jahre 1667 lagen von den 29 Anwesen von Rottalowice wieder zehn wüst. 1672 wurde der Ort als Rothalowicze bezeichnet. Letztlich war die Kolonisation doch erfolgreich, insbesondere die günstige Lage in dem schwer zugänglichen Tal führte dazu, dass während der Einfälle aus Ungarn zahlreiche Bewohner aus der Hanna hier Zuflucht suchten und auch verblieben. Im Jahre 1778 lebten in dem Dorf etwa 800 Menschen; 125 Chalupner hatten Wiesen-, Weiden oder Waldbesitz. Bis zur Mitte des 19. Jahrhunderts blieb das Dorf immer nach Bystřice untertänig.
Nach der Aufhebung der Patrimonialherrschaften bildete Rotalovice / Rottalowitz ab 1850 eine Gemeinde in der Bezirkshauptmannschaft Holešov. Im Jahre 1855 wurde erstmals die nach dem Bach benannte Ortsbezeichnung Rusala verwendet. In dieser Zeit entstand auch die Straße von Brusné nach Ráztoka. Der heutige Ortsname Rusava ist erstmals 1872 nachweisbar und wurde danach parallel mit dem Namen Rotálovice verwendet. 1875 nahm in Ráztoka eine Dampfmühle den Betrieb auf, sie brannte 1884 ab. 1885 zerstörte ein weiterer Brand auch die Češek-Mühle. Im Jahre 1924 wurde Rusava zum Gemeindenamen erklärt. Während der deutschen Besetzung operierten auf dem Gemeindegebiet zunächst Partisanenabteilungen des Grünen Kaders und später die Brigade Jan Žižka von Trocnov. Im Jahre 1960 wurde die Gemeinde dem Okres Kroměříž zugeordnet. Rusava ist heute ein Erholungsort. Auf den Fluren befinden sich 600 Ferienhäuser und zehn größere Erholungsobjekte. Am südlichen Teil des Ortes besteht ein solarbeheiztes Freibad. Die Gemeinde führt ein Wappen und Banner.

## Ortsgliederung
Für die Gemeinde Rusava sind keine Ortsteile ausgewiesen. Rusava besteht aus den Ansiedlungen Rusava und Ráztoka sowie den Ortslagen Hranečník, Jestřábí, U Šimečků und Za Vrchy.

## Sehenswürdigkeiten
- Katholische Kirche der hl. Kreuzerhöhung, erbaut 1775–1779 aus Mitteln des Religionsfonds. Zunächst nahm der Administrator der Basilika Svatý Hostýn auch das Pfarramt in Rusava wahr, nach der Aufhebung des Wallfahrtsortes wurde im Jahre 1787 der Sprengel „Svatý Hostýn“ der Pfarre Rusava zugeteilt. Die Turmuhr ist das Werk eines Uhrmachers aus Fryšták von 1908.
- Evangelische Kirche der hl. Dreifaltigkeit, errichtet 1865–1883
- Muzeum – památník obce Rusava, Heimatmuseum
- Lehrpfad Rusavské chodníčky
- Kreuzweg von der katholischen Kirche auf den Hořansko, geweiht 1887
- Mehrere Chaluppen aus dem 18. Jahrhundert in walachischer Volksbauweise
- Villa Kašpar, der gezimmerte Bau im walachischen Stil entstand 1932–1933 für Adolf Kašpar
- Denkmal für den Partisanen Slávek Londa, das aus Sandstein gehauene Kunstwerk wurde im Jahre 2010 restauriert
- Stausee an der Ráztoka
- Wallfahrtsberg Hostýn, nördlich des Ortes
- Burgruine Obřany auf dem gleichnamigen Berg, nordöstlich des Dorfes
- Reste der Burg Skalný, auf dem gleichnamigen Berg, nordöstlich des Dorfes
- Reste der Burg Křídlo, nordwestlich des Dorfes am Barvínek

## Persönlichkeiten
- Daniel Sloboda (1809–1888), der Botaniker wirkte 51 Jahre als evangelischer Pfarrer in Rusava. Sein Grab befindet sich auf dem örtlichen Friedhof.